# Rhynchospora faberi
Rhynchospora faberi är en halvgräsart som beskrevs av Charles Baron Clarke. Rhynchospora faberi ingår i släktet småag, och familjen halvgräs. Inga underarter finns listade i Catalogue of Life.